# Everytime
«Everytime» —en español: «Cada vez»— es una canción escrita e interpretada por la cantante estadounidense Britney Spears, producida por Guy Sigsworth e incluida originalmente en el cuarto álbum de estudio de la cantante, In the Zone (2003). De acuerdo a Billboard, «Everytime» es el duodécimo sencillo más exitoso de toda la carrera de Britney Spears en la principal lista de Estados Unidos: la Billboard Hot 100. Durante el segundo cuarto del año 2004, «Everytime» fue lanzada por el sello Jive Records como el tercer sencillo de In the Zone.
«Everytime» es una balada creada sobre la base de una melodía de piano, cuya letra está centrada en la pérdida del primer amor; la canción, al igual que y de su hijo en fue ligada por los medios de comunicación al fin de la relación sentimental que Britney Spears mantenía con Justin Timberlake. «Everytime» contó con un recibimiento absolutamente positivo por parte de los críticos, quienes la catalogaron como una de las mejores canciones de In the Zone. Por otro lado, la audiencia lo catalogó como el quinto mejor tema de Spears, según un sondeo realizado en julio de 2011 por la revista Rolling Stone.
El video musical de «Everytime» fue dirigido por David LaChapelle y muestra una suerte de suicidio y de reencarnación de Britney Spears, en medio de una mala relación con su novio y de una vida acosada por los medios de comunicación y los paparazzi; este causó gran controversia, pues varios críticos declararon que estimula el suicidio en los jóvenes.
El sencillo tuvo un gran éxito. Se posicionó número 1 en las listas musicales de sencillos de Australia, Irlanda y el Reino Unido; ingresó a las diez primeras posiciones de las listas musicales de sencillos de Alemania, Austria, Bélgica, Canadá, Dinamarca, Francia, Noruega, los Países Bajos, Suecia y Suiza; y se convirtió en el segundo sencillo más exitoso de In the zone, después de «Toxic».
En 2013, la cantante incluyó a «Everytime» en el repertorio de su residencia en Las Vegas, Britney: Piece of Me.

## Escritura, grabación y producción

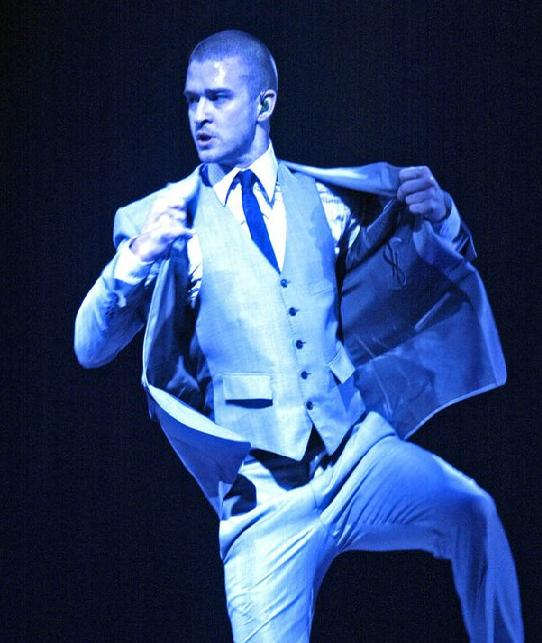
La canción habla de la separación de Spears con el cantante estadounidense Justin Timberlake.

"Everytime" fue escrita en Alemania por la propia Britney Spears con el respaldo de Annette Stamatelatos y producida por Guy Sigsworth, para el cuarto álbum de estudio de la cantante, In the Zone. Declaraciones de cercanos a la cantante, aseguraban que la canción fue escrita para Justin Timberlake basada en el término de la relación sentimental que Britney Spears mantenía con él, lo que impulsó las especulaciones en los medios de comunicación, quienes vieron a "Everytime" como una posible respuesta a "Cry Me a River".
"Everytime" es una de las ocho canciones incluidas en In the Zone en las cuales Britney Spears figura en los créditos de escritura y es, junto con "Me against the music" y "Someday (I will understand)", una de las tres canciones escritas por la propia cantante lanzadas como sencillos, siendo el más exitoso de ellos.
Tanto la cantante Annette Stamatelatos como el productor británico Guy Sigsworth trabajaron por primera vez con Britney Spears en "Everytime".

## Estructura

### Letra
La letra de "Everytime" está construida en el formato verso-estribillo y está centrada en la pérdida del primer amor.
La estructura lírica de la canción incorpora profundas frases sentimentales en dos versos, como "I make believe that you are here" "Me hago creer que estás aquí", con una estrofa adicicional que hace referencia a la segunda estrofa del coro: "At night I pray, that soon your face will fade away" "De noche rezo, para que tu rostro pronto se desvanezca", mientras que el coro en sí queda principalmente determinado por la frase "I guess I need you, baby" "Supongo que te necesito, cariño", la cual finaliza las dos estrofas que le componen.

### Música
"Everytime" es una dulce, grácil y melancólica balada construida principalmente sobre la base de una melodía de piano. La canción cuenta con un óptimo desempeño vocal de Britney Spears, quien canta utilizando eficazmente una de las notas musicales más bajas que ha grabado, E3. La música de "Everytime" es muy distinta a la creada para anteriores baladas de la cantante, como "I'm Not a Girl, Not Yet a Woman", pues incorpora mucho menos instrumentación y más sencillez, similar a "Someday (I Will Understand)".

## Video musical

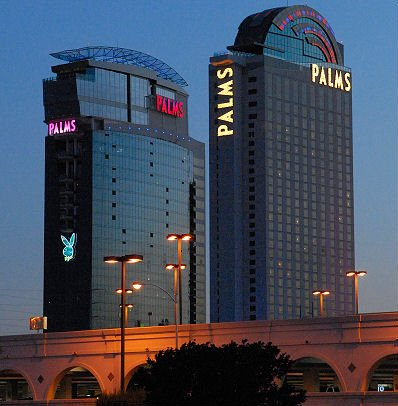
El video de "Everytime" comienza con Spears llegando a un hotel en "Las Vegas".

Dirigido por David LaChapelle, el controvertido vídeo musical, fue originalmente planeado como una muerte por una "accidental" sobredosis de píldoras y alcohol, pero cuando se filtró información acerca de su contenido, lo que llevó incluso a protestas, debió ser cambiado. Aun así, críticos aseguraron que el controvertido vídeo musical fomentaba el suicidio en los jóvenes.
Su lanzamiento existe en dos versiones, la versión Americana, que es ligeramente censurada, y la No-Americana, versión donde se muestra más piel y sangre. El video musical, describe la mala relación de Spears con su novio (protagonizado por Stephen Dorff), quienes llegan a un Hotel en Las Vegas donde son acosados por los paparazzi. Un reportero tira a Spears desde atrás, proporcionándole una conmoción cerebral, algo que en un principio Britney no nota. Después de que la pareja llega a su habitación en el Hotel y tienen una discusión, Britney desaparece y va a tomar un baño, donde descubre que está sangrando ahogándose en la bañera.
En el video musical para "Everytime", Spears sueña que es reencarnada después de que su novio encuentra su cuerpo ahogado en la bañera y llama a una ambulancia. Muestran el fantasma de Spears caminando por el Hospital, donde muere en un cubículo, y un bebé nace al mismo tiempo, simbolizando la reencarnación. El video fue número uno en los Total Request Live de MTV, en la cuenta regresiva por seis días, alcanzando también el tercer puesto en el Top 20 Countdown de VH1 y el cuarto en el Countdown de MuchMusic. En mayo de 2013, alcanzó los 40 millones de visualizaciones en Vevo, tras ser visitado en mayor medida por personas de Estados Unidos, Polonia y Hungría.

## Rendimiento comercial

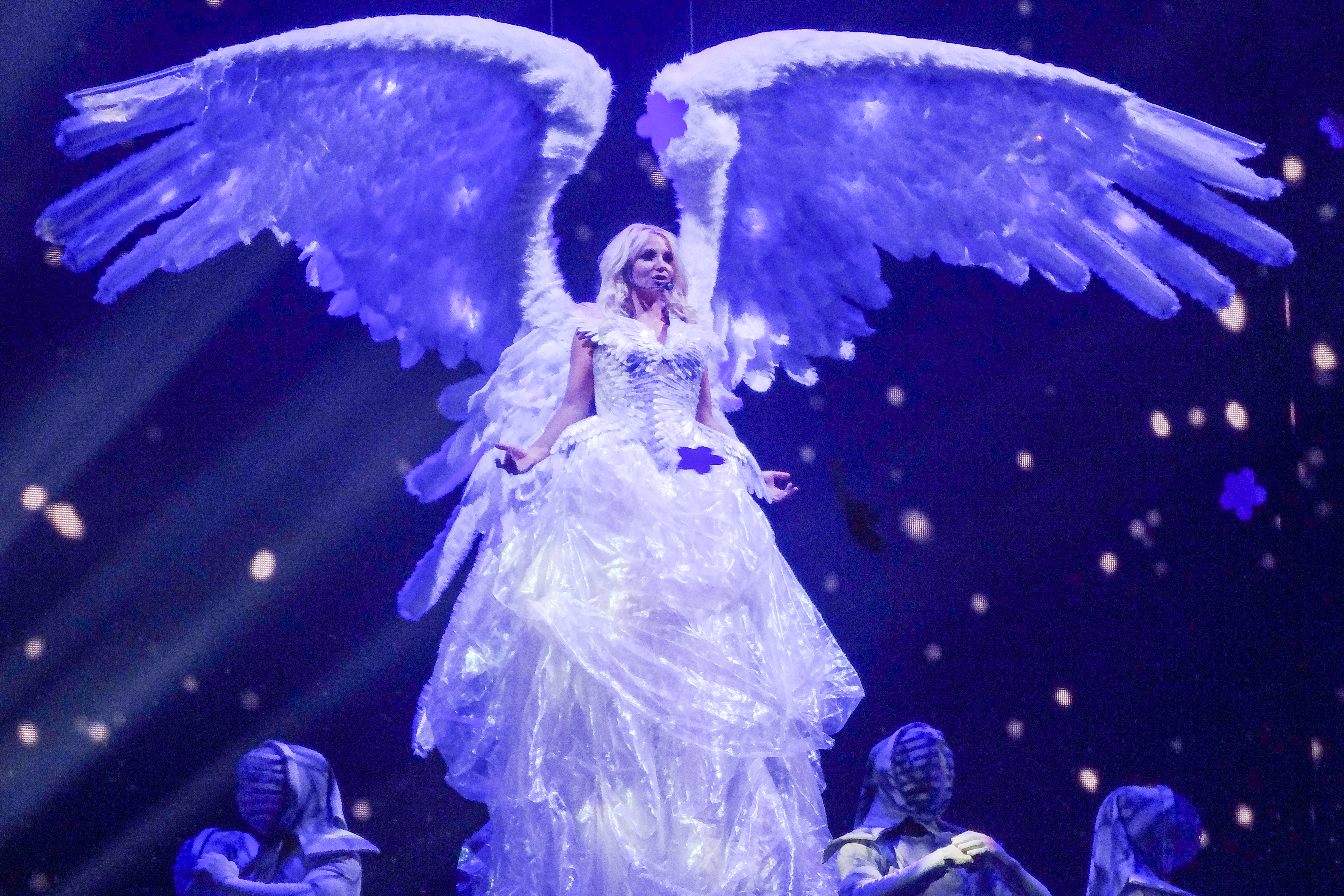
Britney Spears durante la presentación de «Everytime» en un espectáculos de la gira Britney: Piece of Me (2014).

Impulsado por el paso del Onyx Hotel Tour y respaldado por el éxito mundial de "Toxic", en Europa "Everytime" registró un éxito arrollador. Debutó, directamente, como un éxito N.º 1 en Irlanda y el Reino Unido, y se alzó como un sólido top 10 en Alemania, Austria, Bélgica, Dinamarca, Francia, Noruega, los Países Bajos, Suecia y Suiza. En conjunto, ello le llevó a alcanzar la posición N.º 2 de la European Hot 100 de Billboard, luego de sólo no poder desbancar del N.º 1 a "Dragostea din tei" de O-Zone; posición que sí alcanzaron "Me Against the Music" y "Toxic". Por su parte, en el Reino Unido, el mercado de música más grande de Europa, "Everytime" se convirtió en el quinto éxito N.º 1 de Britney Spears en la UK Singles Chart y, después de "Toxic", en el segundo de ellos de In the Zone. Además, el 8 de agosto de 2023, consiguió la certificación de disco de platino de la BPI, luego de haber vendido 600 000 copias en el estado británico. De acuerdo a The Official UK Charts Company, hasta agosto de 2022 «Everytime» vendió 562 000 copias en el Reino Unido, donde para entonces era el segundo sencillo más vendido de In the Zone, después de «Toxic», y el octavo sencillo más vendido de Spears.
En Oceanía "Everytime" tuvo un éxito instantáneo, mas poco duradero. De manera particular, en Australia debutó la semana del 4 de julio de 2004, directamente, en la posición N.º 1 del principal ranking de canciones y sencillos de ARIA Charts. Con ello, este se convirtió en el quinto éxito N.º 1 de Britney Spears en el país y en el tercer y último de ellos de In the Zone. En el mismo año de su debut, "Everytime" fue certificado de Oro por la ARIA, tras vender 35 mil copias en Australia. No obstante, con dicha certificación este no logró igualar a "Me Against the Music" y "Toxic", los cuales fueron certificados de Platino por la ARIA, luego de que cada uno vendiera 70 mil copias en el país.
Siguiendo a lo ocurrido en Europa y Oceanía, en América "Everytime" tuvo éxito considerable, especialmente en América Anglosajona, donde en el año 2004 fue un éxito en ventas de descargas digitales y en las radios. Ello le llevó a alzarse como un éxito N.º 2 en Canadá y N.º 15 en Estados Unidos.
Estados Unidos
En Estados Unidos, el mercado de música más grande a nivel mundial, "Everytime" debutó la semana del 22 de mayo de 2004 en la posición N.º 61 de la Billboard Hot 100, el principal ranking de canciones y sencillos del país. Tras ascender constantemente, "Everytime" alcanzó la posición N.º 15 del mismo, desde la semana del 3 hasta la del 24 de julio de 2004. Ello, luego de que, en la primera de dichas cuatro semanas, este alcanzara la posición N.º 17 de la Radio Songs y de que, en las tres semanas siguientes, se mantuviera firme en la N.º 4 de la Pop Songs, detrás de un constante intercambio de posiciones entre los éxitos N.º 1 "The Reason" de Hoobastank, "Burn" de Usher y "Leave (Get Out)" de JoJo. En el mismo año, "Everytime" fue certificado de Oro por la RIAA, a modo de acreditación de elevadas ventas locales de 500 mil descargas digitales; las que entonces no eran consideradas en la elaboración semanal de la Billboard Hot 100. No obstante, de acuerdo al sistema de información Nielsen SoundScan, "Everytime" ha registrado ventas de 469 mil de descargas digitales en los Estados Unidos.

## Recepción
La canción fue en general bien recibido por la crítica musical, que elogiaron las habilidades vocales y de composición tanto de Spears. Gavin Mueller de Stylus Magazine considera a "Everytime" como la mejor canción de In the Zone, explicando que "es sólo una balada de piano siendo simple pero eficaz". Ali Fenwick de The Johns Hopkins News-Letter felicitó a escribir canciones de Spears y añade la canción "muestra un destello del talento que se esconde detrás de las voces robóticas, synthed de salida en el resto del álbum". Christy Lemire de msnbc.com llamaron "realidad una melodía bonita" y la llamó la mejor balada en Greatest Hits: My Prerogative. Jason Shawhan de About.com dijo "Everytime" "sucurra lo fino".

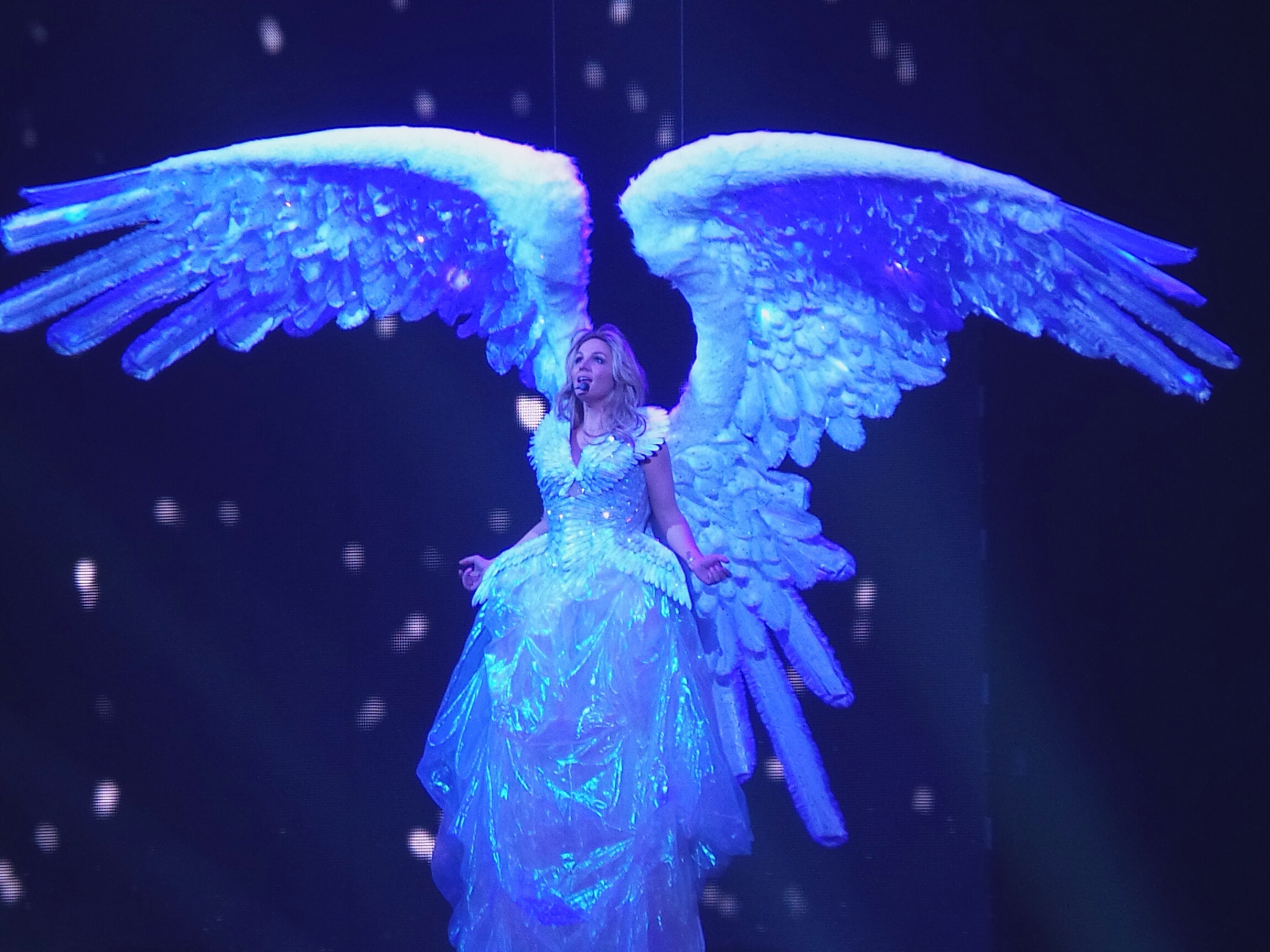
Britney Spears interpretando «Everytime».

Spence D. de IGN dijo que la canción "sigue el enfoque de Zone  y el territorio suelta a lo que es aparentemente la primera balada madura de Britney, al menos en términos de ser musicalmente sobrio y despojado de cualquier esfuerzo Danceteria y brillo."  Linda McGee de RTÉ.ie dijo que junto con In the Zone'"Brave New Girl" , que era una "forma impresionante y especial", pero interrumpieron la dirección del álbum. David Browne de Entertainment Weekly comentó: "con su piano dulce,la obra 'Everytime' como un balance triste en su época de Justin Timberlake. " Sterling Clover de The Village Voice llamaron a Everytime "una queja en el mejor "Time After Time" (1984) . " William Shaw de Blender dijo que si bien cada vez que "no era su mayor balada, las letras eran ciertamente sin sentido". Un miembro del Huddersfield declaró:"la balada entrecortada tiene un musical con un regiistro igualitario, pero Britney no Elaine Paige ". Sal Cinquemani de Slant Magazine nombró junto con Shadow "las dos baladas son cursis" y Alim Kheraj de Digital Spy lo enlistó como el noveno mejor sencillo de la cantante.

## Créditos
- Voz principal por Britney Spears.
- Escrita por Britney Spears y Annette Stamatelatos.
- Producida por Guy Sigsworth.

## Formatos
| CD-Maxi |                                          |          |  |
| N.º     | Título                                   | Duración |  |
| 1.      | «Everytime»                              | 03:53    |  |
| 2.      | «Everytime» (Hi-Bias Radio Remix)        | 03:29    |  |
| 3.      | «Everytime» (Above & Beyond's Radio Mix) | 03:47    |  |
| 4.      | «Everytime» (The Scumfrog Vocal Mix)     | 09:53    |  |

| Remixes - CD-Maxi |                                          |          |  |
| N.º               | Título                                   | Duración |  |
| 1.                | «Everytime»                              | 03:53    |  |
| 2.                | «Everytime» (Hi-Bias Radio Remix)        | 03:29    |  |
| 3.                | «Everytime» (Above & Beyond's Radio Mix) | 03:47    |  |
| 4.                | «Don't Hang Up»                          | 04:01    |  |

| The Singles Collection BoxSet CD-Single |                                         |          |  |
| N.º                                     | Título                                  | Duración |  |
| 1.                                      | «Everytime»                             | 03:52    |  |
| 2.                                      | «Everytime» (Above & Beyond's Club Mix) | 08:44    |  |

## Posicionamiento

### Semanales
| País              | Ranking           | Primera semana | Posición de ingreso | Mejor posición | Semanas en la mejor posición | Semanas en el ranking | Última semana |
| ----------------- | ----------------- | -------------- | ------------------- | -------------- | ---------------------------- | --------------------- | ------------- |
| América del Norte |                   |                |                     |                |                              |                       |               |
| Estados Unidos    | Billboard Hot 100 | 22-05-2004     | 61                  | 15             | 4                            | 18                    | 18-09-2004    |
| América del Sur   |                   |                |                     |                |                              |                       |               |
| Chile             | Top 20 Singles    | 22-05-2004     | 16                  | 2              | 1                            | 12                    | 07-08-2004    |
| Europa            |                   |                |                     |                |                              |                       |               |
| Alemania          | Top 100 Singles   | 22-05-2004     | 4                   | 4              | 2                            | 19                    | 25-09-2004    |
| Austria           | Top 75 Singles    | 23-05-2004     | 12                  | 4              | 4                            | 22                    | 17-10-2004    |
| Bélgica (Flandes) | Top 50 Singles    | 15-05-2004     | 30                  | 4              | 3                            | 18                    | 11-09-2004    |
| Bélgica (Valonia) | Top 50 Singles    | 22-05-2004     | 35                  | 5              | 3                            | 22                    | 16-10-2004    |
| Dinamarca         | Top 40 Singles    | 04-06-2004     | 6                   | 5              | 2                            | 17                    | 24-09-2004    |
| Finlandia         | Top 20 Singles    | 22-05-2004     | 18                  | 18             | 1                            | 1                     | 22-05-2004    |
| Francia           | Top 100 Singles   | 09-05-2004     | 72                  | 2              | 2                            | 24                    | 05-12-2004    |
| Irlanda           | Top 50 Singles    | 22-06-2004     | 1                   | 1              | 5                            | 16                    | 05-10-2004    |
| Noruega           | Top 20 Singles    | 15-06-2004     | 9                   | 3              | 4                            | 16                    | 28-09-2004    |
| Países Bajos      | Top 100 Singles   | 15-05-2004     | 7                   | 4              | 2                            | 16                    | 28-08-2004    |
| Reino Unido       | Top 75 Singles    | 26-06-2004     | 1                   | 1              | 1                            | 15                    | 12-12-2010    |
| Suecia            | Top 60 Singles    | 21-05-2004     | 3                   | 3              | 1                            | 27                    | 18-11-2004    |
| Suiza             | Top 100 Singles   | 23-05-2004     | 7                   | 6              | 3                            | 28                    | 28-11-2004    |
| Oceanía           |                   |                |                     |                |                              |                       |               |
| Australia         | Top 50 Singles    | 04-07-2004     | 1                   | 1              | 1                            | 4                     | 25-07-2004    |

| Anterior: «The Langer» de Tim O'riordan con Natural Gas         | Top 50 Singles — Sencillo N.º 1 19 de junio de 2004 — 17 de julio de 2004 | Siguiente: «Dry Your Eyes» de The Streets              |
| Anterior: «I Don't Wanna Know» de Mario Winans con Enya y Diddy | Top 75 Singles — Sencillo N.º 1 20 de junio de 2004                       | Siguiente: «Obviously» de McFly                        |
| Anterior: «F.U.R.B. (Fuck You Right Back)» de Frankee           | Top 50 Singles — Sencillo N.º 1 26 de junio de 2004                       | Siguiente: «F.U.R.B. (Fuck You Right Back)» de Frankee |

### Anuales
| 2004 \| Europa \| \| \| \| Alemania \| Top 100 canciones[35] \| 20 \| \| Irlanda \| Top 20 Singles[36] \| 6 \| \| Reino Unido \| Top 200 Singles[37] \| 18 \| \| Oceanía \| \| \| \| Australia \| Top 100 Singles[38] \| 72 \| |                   |          |
| País | Ranking           | Posición |
| Europa |                   |          |
| Alemania | Top 100 canciones | 20       |
| Irlanda | Top 20 Singles    | 6        |
| Reino Unido | Top 200 Singles   | 18       |
| Oceanía |                   |          |
| Australia | Top 100 Singles   | 72       |

## Certificaciones
| País           | Proveedor    | Año  | Certificación | Nivel | Simbolización | Ventas certificadas | Tipo    |
| -------------- | ------------ | ---- | ------------- | ----- | ------------- | ------------------- | ------- |
| América        |              |      |               |       |               |                     |         |
| Estados Unidos | RIAA         | 2023 | Platino       | 1     | ▲             | 1.000.000           | Digital |
| Europa         |              |      |               |       |               |                     |         |
| Alemania       | BVMI         | 2013 | Oro           | 1     | ●             | 150.000             | Single  |
| Bélgica        | IFPI Bélgica | 2004 | Oro           | 1     | ●             | 15.000              | Single  |
| Francia        | SNEP         | 2005 | Plata         | 1     | ♦             | 125.000             | Single  |
| Noruega        | IFPI Noruega | 2004 | Platino       | 1     | ▲             | 10.000              | Single  |
| Reino Unido    | BPI          | 2023 | Platino       | 1     | ▲             | 600.000             | Single  |
| Suecia         | IFPI Suecia  | 2004 | Oro           | 1     | ●             | 10.000              | Single  |
| Oceanía        |              |      |               |       |               |                     |         |
| Australia      | ARIA         | 2004 | Oro           | 1     | ●             | 35.000              | Single  |